# Rajd Polski 2009
Rajdu Polski 2009 (oryg. tytuł ORLEN Platinum 66th Rally Poland) – 8. runda Rajdowych Mistrzostw Świata w 2009 roku, który odbył się w dniach 25-28 czerwca. Rajd Polski po raz drugi w historii zaliczany był do tego cyklu. Poprzednio na polskich drogach najlepsi kierowcy rajdowi jeździli w 1973 roku.
Na czas rajdu zostało uruchomione specjalne radio, które przekazywało m.in. relacje z rajdu, czy też wywiady z trasy. W rajdzie uczestniczyło 15 polskich załóg.

## Klasyfikacja ostateczna
| Msc.     | Kierowca            | Pilot             | Samochód             | Czas      | Strata   | Grupa | Punkty |
| WRC      | WRC                 | WRC               | WRC                  | WRC       | WRC      | WRC   | WRC    |
| -------- | ------------------- | ----------------- | -------------------- | --------- | -------- | ----- | ------ |
| 1.       | Mikko Hirvonen      | Jarmo Lehtinen    | Ford Focus RS WRC 09 | 3:07:27.5 |          | A8 M  | 10     |
| 2.       | Daniel Sordo        | Marc Marti        | Citroën C4 WRC       | 3:08:37.8 | 1:10.3   | A8 M  | 8      |
| 3.       | Henning Solberg     | Cato Menkerud     | Ford Focus RS WRC 08 | 3:09:33.2 | 2:05.7   | A8 M  | 6      |
| 4.       | Petter Solberg      | Phil Mills        | Citroën Xsara WRC    | 3:10:01.8 | 2:34.3   | A8    | 5      |
| 5.       | Matthew Wilson      | Scott Martin      | Ford Focus RS WRC 08 | 3:11:45.0 | 4:17.5   | A8 M  | 4      |
| 6.       | Krzysztof Hołowczyc | Łukasz Kurzeja    | Ford Focus RS WRC 08 | 3:12:01.4 | 4:33.9   | A8    | 3      |
| 7.       | Sébastien Loeb      | Daniel Elena      | Citroën C4 WRC       | 3:26:42.6 | 19:15.1  | A8 M  | 2      |
| 8.       | Conrad Rautenbach   | Daniel Barritt    | Citroën C4 WRC       | 3:26:48.1 | 19:20.6  | A8 M  | 1      |
| 9.       | Evgeniy Novikov     | Dale Moscatt      | Citroën C4 WRC       | 3:26:53.7 | +19:26.2 | A8 M  |        |
| JWRC     |                     |                   |                      |           |          |       |        |
| 1. (11.) | Kevin Abbring       | Erwin Mombaerts   | Renault Clio R3      | 3:35:05.2 |          | R3    | 10     |
| 2. (12.) | Martin Prokop       | Jan Tománek       | Citroën C2 S1600     | 3:36:15.4 | 1:10.2   | A6    | 8      |
| 3. (16.) | Yoann Bonato        | Benjamin Boulloud | Suzuki Swift S1600   | 3:40:39.7 | 5:34.5   | A6    | 6      |
| 4. (17.) | Hans Weijs Jr.      | Bjorn Degandt     | Citroën C2 S1600     | 3:45:17.2 | 10:12.0  | A6    | 5      |
| 5. (18.) | Simone Bertolotti   | Luca Celestini    | Suzuki Swift S1600   | 3:51:50.3 | 16:45.1  | A6    | 4      |
| 6. (20.) | Radosław Typa       | Maciej Wisławski  | Citroën C2 R2        | 3:56:32.3 | 21:27.1  | R2    | 3      |
| 7. (21.) | Luca Griotti        | Corrado Bonato    | Renault Clio R3      | 4:00:53.6 | 25:48.4  | R3    | 2      |

1. ↑  Litera M przy oznaczeniu grupy do której należy samochód oznacza, iż tylko ci kierowcy zdobywali punkty dla swoich zespołów liczonych w klasyfikacji producentów na koniec sezonu.

## Odcinki specjalne
| Dzień                   | Odcinek | Godz. rozp. | Nazwa       | Długość  | Zwycięzca   | Czas    | Średnia prędkość | Lider rajdu |
| ----------------------- | ------- | ----------- | ----------- | -------- | ----------- | ------- | ---------------- | ----------- |
| 1 25 czerwca 26 czerwca | OS1     | 20:00       | Mikołajki 1 | 2,50 km  | P. Solberg  | 1:48.3  | 83,1 km/h        | P. Solberg  |
| 1 25 czerwca 26 czerwca | OS2     | 09:51       | Grabówka 1  | 12,09 km | M. Hirvonen | 6:49.7  | 106,2 km/h       | S. Loeb     |
| 1 25 czerwca 26 czerwca | OS3     | 10:19       | Pianki 1    | 11,34 km | M. Hirvonen | 5:22.2  | 126,7 km/h       | M. Hirvonen |
| 1 25 czerwca 26 czerwca | OS4     | 10:39       | Paprotki 1  | 33,17 km | J. Latvala  | 18:14.0 | 109,2 km/h       | M. Hirvonen |
| 1 25 czerwca 26 czerwca | OS5     | 14:01       | Grabówka 2  | 12,09 km | J. Latvala  | 6:49.3  | 106,3 km/h       | M. Hirvonen |
| 1 25 czerwca 26 czerwca | OS6     | 14:28       | Pianki 2    | 11,34 km | M. Hirvonen | 5:15.4  | 129,4 km/h       | M. Hirvonen |
| 1 25 czerwca 26 czerwca | OS7     | 18:54       | Paprotki 2  | 33,17 km | J. Latvala  | 17:57.2 | 110,9 km/h       | M. Hirvonen |
| 2 27 czerwca            | OS8     | 10:14       | Danowo 1    | 11,88 km | S. Loeb     | 6:18.1  | 113,1 km/h       | M. Hirvonen |
| 2 27 czerwca            | OS9     | 10:59       | Gawliki 1   | 32,75 km | D. Sordo    | 17:44.4 | 110,8 km/h       | M. Hirvonen |
| 2 27 czerwca            | OS10    | 11:52       | Wydminy 1   | 30,09 km | S. Loeb     | 15:40.9 | 115,1 km/h       | M. Hirvonen |
| 2 27 czerwca            | OS11    | 15:18       | Danowo 2    | 11,88 km | M. Hirvonen | 6:12.5  | 114,8 km/h       | M. Hirvonen |
| 2 27 czerwca            | OS12    | 16:03       | Gawliki 2   | 32,75 km | S. Loeb     | 17:21.1 | 113,2 km/h       | M. Hirvonen |
| 2 27 czerwca            | OS13    | 16:56       | Wydminy 2   | 30,09 km | S. Loeb     | 15:26.9 | 116,9 km/h       | M. Hirvonen |
| 3 28 czerwca            | OS14    | 07:51       | Miłki 1     | 27,07 km | S. Ogier    | 13:59.3 | 116,1 km/h       | M. Hirvonen |
| 3 28 czerwca            | OS15    | 08:57       | Tros 1      | 15,11 km | H. Solberg  | 7:53.2  | 115,0 km/h       | M. Hirvonen |
| 3 28 czerwca            | OS16    | 11:49       | Miłki 2     | 27,07 km | H. Solberg  | 13:56.0 | 116,6 km/h       | M. Hirvonen |
| 3 28 czerwca            | OS17    | 12:55       | Tros 2      | 15,11 km | S. Loeb     | 7:44.4  | 117,1 km/h       | M. Hirvonen |
| 3 28 czerwca            | OS18    | 14:24       | Mikołajki 2 | 2,50 km  | P. Solberg  | 1:49.0  | 82,6 km/h        | M. Hirvonen |

## Klasyfikacja po 8 rundach
Tabele przedstawiają tylko pięć pierwszych miejsc.

### Kierowcy
| Lp. | Kierowca           | Pkt |
| --- | ------------------ | --- |
| 1   | Mikko Hirvonen     | 58  |
| 2   | Sébastien Loeb     | 57  |
| 3   | Daniel Sordo       | 39  |
| 4   | Henning Solberg    | 27  |
| 5   | Jari-Matti Latvala | 25  |

### Producenci
| Lp. | Producent                          | Pkt |
| --- | ---------------------------------- | --- |
| 1   | Citroën Total WRT                  | 106 |
| 2   | BP Ford Abu Dhabi World Rally Team | 89  |
| 3   | Stobart VK Ford Rally Team         | 60  |
| 4   | Citroën Junior Team                | 29  |
| 5   | Munchi's Ford WRT                  | 18  |